# Il labirinto dei libri sognanti
Il labirinto dei libri sognanti (Das Labyrinth der Träumenden Bücher) è un romanzo di Walter Moers pubblicato in Germania nel 2011, ed in Italia da Salani il 27 settembre 2012. Il libro è ambientato nel continente immaginario di Zamonia (è il sesto episodio della serie) ed è il seguito de La città dei libri sognanti, primo capitolo della biografia di Idelfonso de Sventramitis.
Il libro è stato tradotto in inglese, cinese, polacco, finlandese, coreano, russo e italiano.

## Edizioni in italiano
- Walter Moers, Il labirinto dei libri sognanti: da Zamonia, un romanzo di Ildefonso de' Sventramitis, tradotta dallo zamonico e illustrato da Walter Moers; Milano: Salani, 2012 (traduzione dal tedesco di Umberto Gandini);